# Comercio lanar medieval en Guipúzcoa
El comercio lanar medieval  en Guipúzcoa (España) fue una actividad económica de gran relevancia que se desarrolló principalmente a partir del siglo XII, impulsada por el transporte de oveja merina procedente de Castilla y Navarra.
La estratégica ubicación de la provincia y su acceso al mar propiciaron el uso de puertos cántabros y vascos como puntos de salida hacia los mercados europeos.

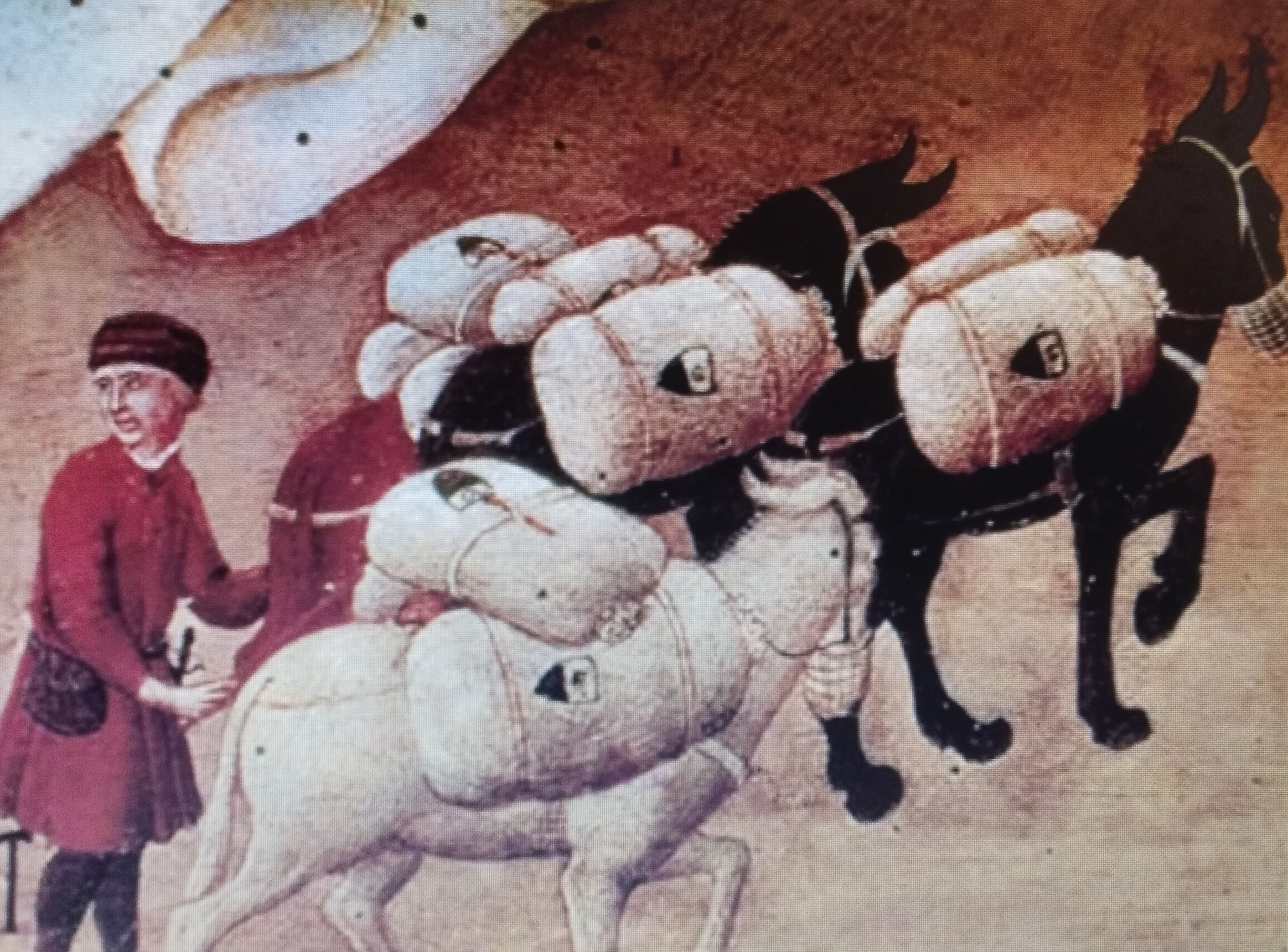
Transporte lanar entre la costa guipuzcoana, Navarra y el interior de Castilla

La incorporación de Guipúzcoa al reino de Castilla en el año 1200, fortaleció  ésta ruta comercial, que alcanzó su apogeo a principios del siglo XV. Durante este periodo, los puertos guipuzcoanos desempeñaron un papel clave en el comercio internacional, especialmente con Flandes e Inglaterra.
No obstante, la actividad comenzó a decaer a finales del siglo XVI, debido al desplazamiento de la ruta comercial hacia Sevilla y su mercado de Indias.

## Descripción histórica
Desde el siglo XIII se perfiló un gran eje comercial que conectaba Castilla y Navarra con Flandes, el norte de Francia e Inglaterra. Una parte de las exportaciones Castellanas y Navarras de lana dirigidas a los talleres pañeros de Flandes se embarcaba en los puertos guipuzcoanos, por donde también llegaban mercancías del norte de Europa como paños y tejidos.
Generalmente la travesía naval tenía lugar una vez al año, entre abril y mayo, en razón del buen tiempo en la zona para navegar.
Los primeros datos de las rutas comerciales que desde Guipúzcoa se dirigían a Inglaterra se remontan al año 1228.
En la costa inglesa los navegantes y comerciantes de la costa guipuzcoana actuaban regularmente desde el siglo XIV en Exeter y, sobre todo, en Bristol.
En 1296 se constituyó la Hermandad de las Marismas, una liga de villas mercantiles que asoció a Fuenterrabía, San Sebastián y Guetaria con Bermeo, Castro Urdiales, Laredo, Santoña y Vitoria. Pensada para defender privilegios y proporcionar asistencia mutua a sus miembros, ejerció el dominio comercial del Cantábrico hasta el siglo XV.
Desde 1455, mercaderes vascos y santanderinos gozaban de un consulado común en Brujas para dirimir y defender sus derechos y a partir de 1493 se les reconoció oficialmente el asentamiento en la denominada plaza de los Vizcaínos. A principios del siglo XVI se sumó el reino de Navarra al consulado.

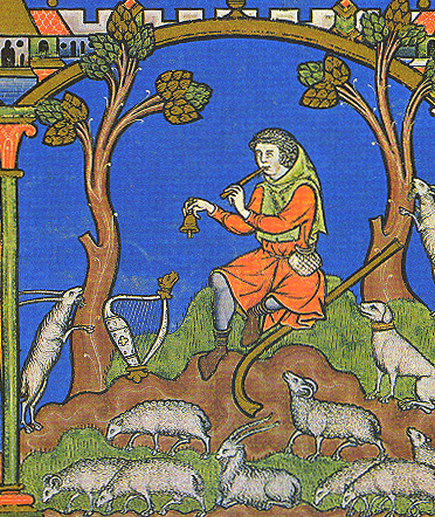
Pastor de ovejas en el

Las rutas terrestres a lomos de mula hacia el Cantábrico estaban muy condicionadas por la geografía montañosa y fueron favorecidas desde el siglo XIII por privilegios de exención tributaria que los reyes de Castilla renovaban o mejoraban.
Desde Navarra había dos vías principales: pasando por Bera de Bidasoa y Lesaca acababa en Fuenterrabía y otra la que después de cruzar Lecumberri conectaba con Tolosa para encaminarse a la costa guipuzcoana, en especial a San Sebastián y Pasajes.
Desde Castilla también había dos vías principales hacia Guipúzcoa: a través del Túnel de San Adrián para seguir el curso del río Urola a Bedua y Zumaya y otra ruta iba por el puerto de Arlabán y siguiendo el curso del río Deva hasta Motico y sobre todo de Deva.
En definitiva, el mercado lanar, mayormente de ovejas merinas, procedentes de Navarra se vehiculizaba hacia puertos Guipuzcoanos como Fuenterrabía, Pasajes y San Sebastián y en menor medida a San Juan de Luz (Francia).
La lana procedente de Castilla llegaba a los puertos orientales de Guipúzcoa, a Vizcaya y sobre todo a los puertos Cántabros.
Los puertos de Guipúzcoa experimentaron una etapa de esplendor  partir del siglo XII, impulsada por una intensa actividad comercial y marítima.   
Inicialmente centrada en el comercio del metal, la lana, la pesca y la caza de ballenas, esta dinámica económica se vio ampliada con el desarrollo de la construcción naval.  
En los siglos posteriores, el auge del corso y la apertura del comercio con Las Indias reforzaron aún más la importancia estratégica y económica de estos enclaves portuarios, consolidando a Guipúzcoa como una de las regiones clave en el entramado marítimo del norte peninsular.  